# Patto di pacificazione

I parlamentari Tito Zaniboni (partito socialista) e Giacomo Acerbo (Fasci di combattimento), firmatari del patto di pacificazione tra socialisti e fascisti

Il patto di pacificazione fu un accordo, firmato in Italia, il 3 agosto 1921 tra socialisti, sindacalisti della CGL e fascisti. Fu sconfessato poi dal PNF nel novembre dello stesso anno.

## Storia
Alle elezioni politiche del maggio 1921 entrarono per la prima volta alla Camera 37 deputati dei Fasci di combattimento, tra cui lo stesso Mussolini, che ritenne di parlamentarizzare il movimento.
L'accordo venne stretto il 2 agosto a Montecitorio, nell'ufficio del Presidente della Camera del Regno Enrico De Nicola. All'articolo 2 si dichiarava che "devono subito cessare minacce, vie di fatto, rappresaglie, punizioni, vendette, pressioni e violenze personali di qualsiasi specie" tra le opposte fazioni politiche.
Benito Mussolini aderì al patto, dopo aver discusso con il Presidente del Consiglio Ivanoe Bonomi, con i deputati socialisti Pietro Ellero e Tito Zaniboni e con i deputati fascisti Giacomo Acerbo e Giovanni Giuriati, e volendo attuare le volontà auspicate dal Presidente della Camera e del Presidente del Consiglio.
I rappresentanti del Gruppo parlamentare popolare, on. De Gasperi e Cingolani, ringraziarono per l'invito, ma aggiunsero «il Gruppo preferisce di rinunziare nei suoi riguardi ad una situazione ufficiale e di contribuire invece al raggiungimento del nobile fine col perseverare nella Camera e fuori nel suo atteggiamento di rigida legalità e di equa valutazione delle forze sociali che l'ha sempre ispirato».
Il direttorio del Gruppo parlamentare comunista invece dichiarò verbalmente al presidente che «il Gruppo parlamentare comunista, in conformità ed in consonanza con le dichiarazioni da tempo pubblicate dal Comitato esecutivo del Partito Comunista d'Italia, non partecipa alle trattative». 
Per i deputati repubblicani, risposero Chiesa, Mazzolani, Conti e Macrelli, formulando fervidi auguri per la pacificazione necessaria alla salute del paese, ma dichiarando di non ritenere opportuno un loro intervento «perché il Partito Repubblicano ha voluto rimanere neutrale nell'infausta contesa delle fazioni e resistere anche quando le sue organizzazioni furono duramente colpite».

## Obiettivi
Attraverso un accordo di tregua (rivelatosi ben presto puramente teorico) si voleva far uscire il paese dalla china verso la guerra civile che vedeva contrapposti socialisti e fascisti. Il patto consisteva in un impegno di rinuncia alla violenza da ambo le parti.
Il Partito Socialista sfruttò l'occasione per prendere le distanze dall'organizzazione degli "Arditi del Popolo" un gruppo armato che aveva il fine di difendere le associazioni proletarie dalle violenze fasciste, indebolendo così ulteriormente lo schieramento di forze in difesa dei lavoratori.

## Soggetti firmatari
Erano stati invitati a sottoscrivere tale accordo anche il Direttorio del Gruppo parlamentare comunista, i rappresentanti del Gruppo parlamentare popolare e i deputati repubblicani.
Avevano sottoscritto, a nome del Consiglio Nazionale dei Fasci e del Gruppo parlamentare fascista:
- Benito Mussolini;
- Cesare Maria De Vecchi;
- Giovanni Giuriati;
- Cesare Rossi;
- Umberto Pasella;
- Gaetano Polverelli;
- Nicola Sansanelli.

Per la direzione del Partito socialista italiano
- Giovanni Bacci;
- Emilio Zannerini.

Per il Gruppo parlamentare socialista
- Elia Musatti;
- Oddino Morgari.

Per la Confederazione generale del lavoro
- Gino Baldesi;
- Alessandro Galli;
- Ernesto Caporali.

## Revoca del patto
Il congresso regionale dei Fasci emiliani e romagnoli, radunatosi il 16 agosto a Bologna, respinse il patto di pacificazione e chiese la convocazione di un congresso nazionale.
In quell'occasione, i "ras" (gerarchi fascisti locali) più intransigenti, esprimendo la loro estraneità ai patti stretti, si schierarono contro Mussolini (chi ha tradito, tradirà, si leggeva sui manifesti affissi nella città). Oltre ad Italo Balbo, anche i ras fascisti di Firenze, di Venezia e dell'Umbria, denunciarono il patto stesso. 
Tutte le accuse furono respinte dal Consiglio nazionale dei Fasci riunitosi a Firenze il 26 e 27 agosto e allo stesso tempo fu respinta la lettera di dimissioni, dalla commissione esecutiva dei Fasci, presentata da Mussolini che dichiarò: "se il Fascismo non mi segue nessuno potrà obbligarmi a seguire il Fascismo"; al contrario, le dimissioni da vicesegretario generale dei fasci, presentate da Cesare Rossi, furono accolte.
La totale ricomposizione delle fratture interne al movimento fascista si ebbe in occasione del III Congresso dei Fasci italiani di combattimento svoltosi a Roma dal 7 novembre al 10 novembre 1921. Mussolini, resosi conto di non poter fare a meno della massa d'urto dello squadrismo, sconfessò il patto di pacificazione. Così facendo i fascisti riconobbero la sua guida politica e accettarono la trasformazione del movimento fascista in un partito vero e proprio. Nasceva così il Partito Nazionale Fascista (PNF).